# Минасбеков, Дэвиль Авакович
Дэвиль Авакович Минасбеков (арм. Դևիլ Ավագի Մինասբեկով, Девиль, 23 мая 1934, Москва, РСФСР) — специалист в области силовых и энергетических установок ракетно-космических систем, кандидат технических наук, доцент, заместитель генерального конструктора по двигательным установкам ОАО «НПО Машиностроения». Действительный член Российской Академии Космонавтики им. К. Э. Циолковского, лауреат Государственной премии СССР, кавалер ордена Трудового Красного Знамени, кавалер ордена «За заслуги перед Отечеством IV степени».
Под его руководством и при его непосредственном участии были созданы стенды и моторно-испытательные станции для испытания силовых установок изделий П-6, «Базальт», «Гранит», «Вулкан», «Метеорит», «Оникс». Минасбеков участвует и руководит НИОКР по силовым установкам ракет и космических аппаратов. Является научным руководителем создания новой модификации ПВРД.

## Биография
Д. А. Минасбеков родился 23 мая 1934 г. в Москве в семье моторостроителей: Авака Григорьевича, родом из Нагорного Карабаха, и Елены Григорьевны, родом из Тбилиси. Отец Дэвиля всю жизнь трудился в области двигателестроения и награждён высшими наградами страны: двумя орденами Ленина, орденом Красной Звезды и многими медалями.
Окончил московскую школу № 470 в 1952 г, поступил в МВТУ им. Баумана.

## Карьера
В 1957 году, в разгар работ по крылатой ракете П-5, в ОКБ-52 поступил на работу молодой выпускник факультета ракетной техники МВТУ им. Н. Э. Баумана инженер-технолог-двигателист Девил Авакович Минасбеков.
Начав работу в ОКБ с должности инженера, он вскоре стал ведущим инженером, начальником лаборатории, начальником отдела, а с 1980 года —заместителем главного конструктора, затем заместителем генерального конструктора и, после, заместителем начальника Центрального конструкторского бюро машиностроения «НПО Машиностроения».
В 1959 г. КБ Челомея сдает на вооружение подводных лодок свою первую морскую крылатую ракету П-5. Угрозе ядерного удара с моря и авианесущим морским группировкам противника СССР всего за 7 лет противопоставил 46 подводных лодок с крылатыми ракетами, 30 из которых были с атомными энергетическими установками.
Вскоре были разработаны ПКР П-6, П-35, морская крылатая ракета для стрельбы по площадям П-7, противокорабельный комплекс береговой обороны «Редут».
В 1969 году будущее отделение 08 все ещё продолжало функционировать в виде трех самостоятельных отделов, объединённых одним общим направлением — созданием и экспериментальной отработкой энергетических систем. В 1985 году, в связи с назревшей необходимостью объединения всех энергетических подразделений, генеральный конструктор Г. А. Ефремов принял решение о формировании отделения 08, позднее созданного в соответствии с Приказом № 13 от 25.01.1985 года генерального конструктора ФГУП «НПО машиностроения».
Первым начальником назначается Д. А. Минасбеков, тогда уже известный специалист в области экспериментальной отработки ДУ (двигательных установок) и пневмогидравлических систем ЛА. В состав отделения вошли отделы 08-01, 08-08, 08-11, 08-30, 08-38, которые внесли существенный вклад в историю развития предприятия.
Минасбеков соавтор следующих патентов: камера сгорания силовой установки крылатой ракеты, гидравлическая система летательного аппарата, термоэмиссионный способ тепловой защиты частей летательных аппаратов, крылатая ракета, многоцелевая солнечная батарея, твердотопливная разгонная двигательная установка, ракетная твердотопливная двигательная установка, способ тепловакуумных испытаний космического аппарата, солнечный опреснитель.

## Научная деятельность
Минасбеков читал лекции на аэрокосмическом факультете МВТУ. Он автор нескольких сот научных работ, в том числе 4 печатных, и 20 авторских свидетельств на изобретения.

## Признание
- лауреат Государственной премии (СССР) — за создание комплекса пироагрегатов автоматики и воспламенения[6];
- орден Трудового Красного Знамени;
- орден «За заслуги перед Отечеством IV степени»;
- почетный Золотой Знак «50 лет в НПО Машиностроения»[3];
- медаль Ассоциации музеев космонавтики России имени П. Р. Поповича[10].